# Casa de los cupidos de oro
La casa de los cupidos de oro es una domus de época romana de la antigua Pompeya, situada en la Regio VI, sepultada por la erupción del Vesubio en el año 79.

## Historia
Su estructura es fruto de la unión de dos casas diferentes, datando una del siglo III y la otra del II a. C..
Muchos de los elementos decorativos de la domus se perdieron tras el terremoto del 62 d. C.. Varias inscripciones y un anillo de sello atestiguan que la domus pertenecía a Cneo Popeo Hábito, un rico mercader miembro de la gens Popea, familia muy importante en Pompeya a la que también pertenecía la esposa de Nerón, la emperatriz Popea.
La domus fue encontrada durante las excavaciones de 1903-1905.
El nombre de la mansión viene dado por la cara e inusual decoración encontrada en un cubículo: dentro del yeso había incrustados discos de vidrio en los que se habían insertado placas de oro con cupidos grabados.

## Descripción
Se trataba de una de las casas más elegantes de la ciudad al momento de la catástrofe.
La entrada se abre con un pasillo con dos habitaciones (cubiculos) laterales para los sirvientes, al que sigue un atrio con pequeño impluvium aunque es abierto al cielo y un tablinum caracterizado por un mosaico en el suelo y pinturas en las paredes, que tienen como tema central el encuentro entre Paris y Helena.
Otra estancia importante por su decoración es el salón: también en esta sala el suelo está decorado con mosaico, en este caso con rosetón central a la moda de la época de Augusto y frescos a lo largo de las paredes; entre cuyos personajes destacan Aquiles, Patroclo y Briseida; esta sala ofrece una excelente vista del peristilo con jardín, ricamente decorado con una colección de pequeñas estatuas, algunas originales griegos, máscaras teatrales, reproducciones de animales y columnas entre las cuales se colocaban medallones para proteger a los anfitriones de la mala suerte.

Junto al peristilo ajardinado hay una zona destinada al culto que consta de un larario con forma de edículo y un sacelio rectangular. El primero está dedicado al culto doméstico tradicional, el segundo está destinado al culto de las divinidades egipcias también retratadas en la pintura de la pared: Anubis, dios de la momificación y de los cementerios, en su forma grecoegipcia de Hermanubis, Harpócrates, dios niño hijo de Isis, la propia Isis, gran diosa madre y finalmente Serapis, dios sanador. Al lado hay objetos para el culto a Isis, de quien el dueño quizás fuera sacerdote. La última estancia digna de mención es una sala con una sólida decoración en color amarillo, muy probablemente dedicada exclusivamente a la figura femenina; a esta sala se puede llegar a través de un pasillo que sirve como museo en el que destaca una estatua de Venus.

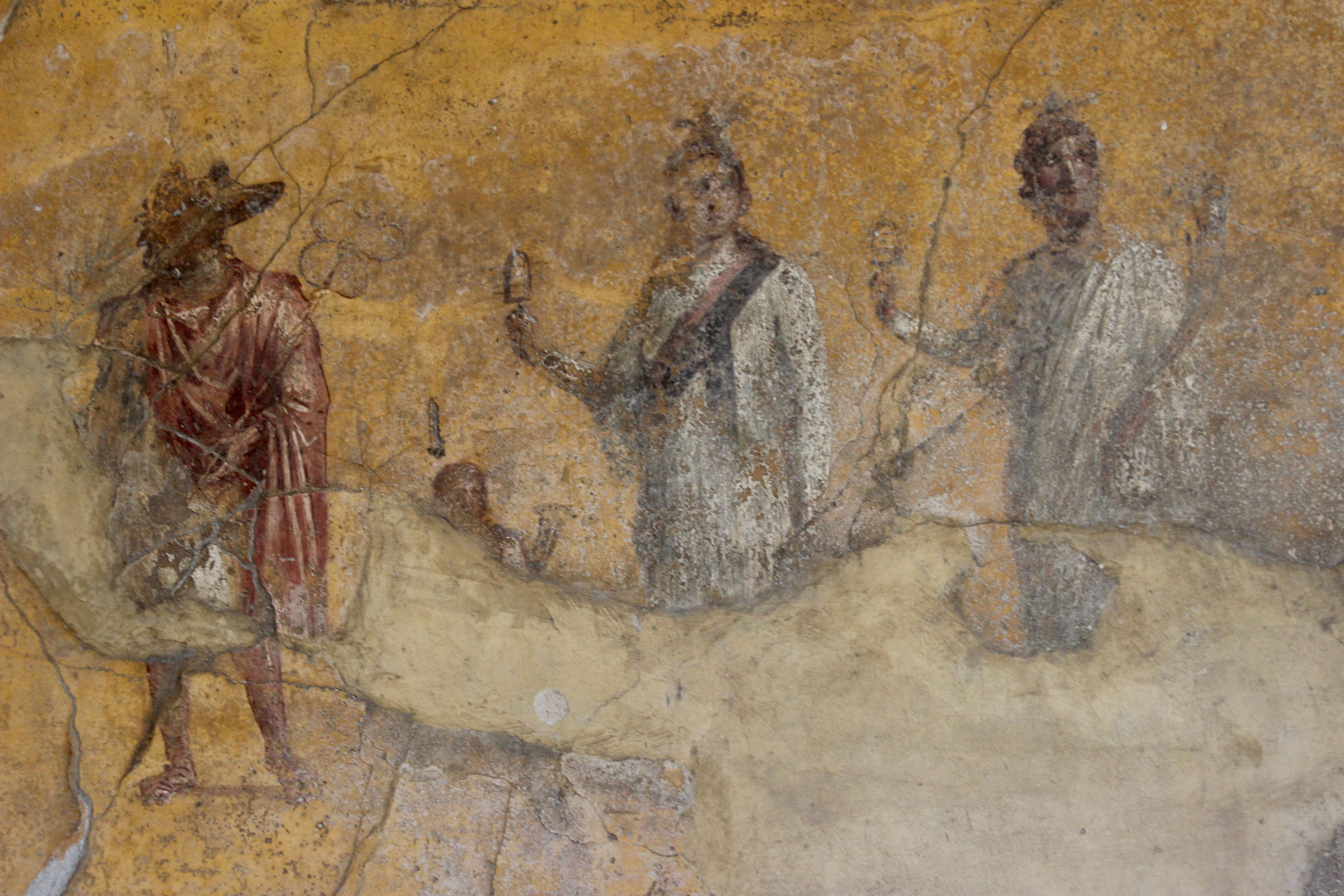
Isis, Harpócrates y Serapis con Anubis, capilla dedicada a los dioses egipcios.
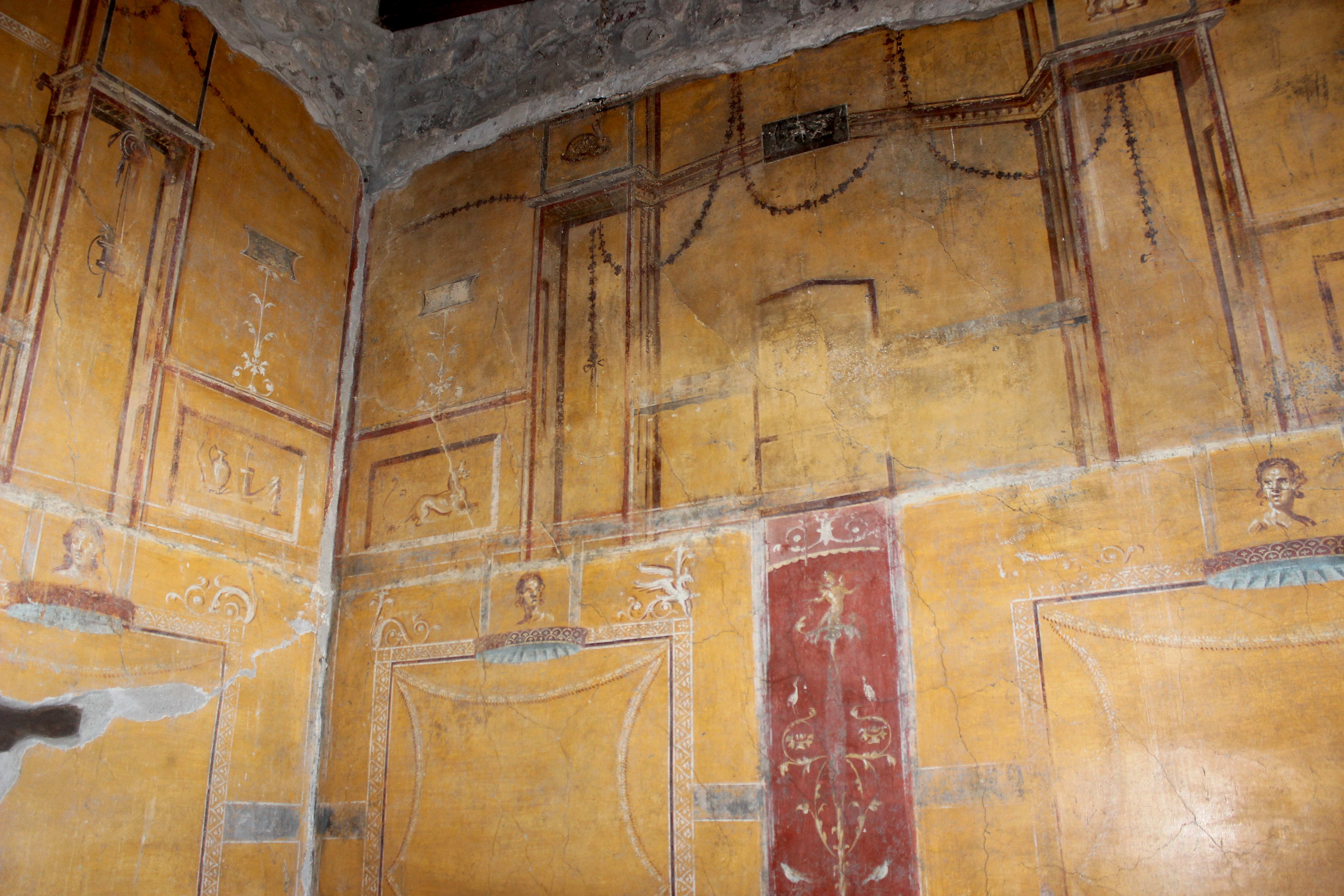
Fresco en el cuarto estilo pompeyano en la sala amarilla.
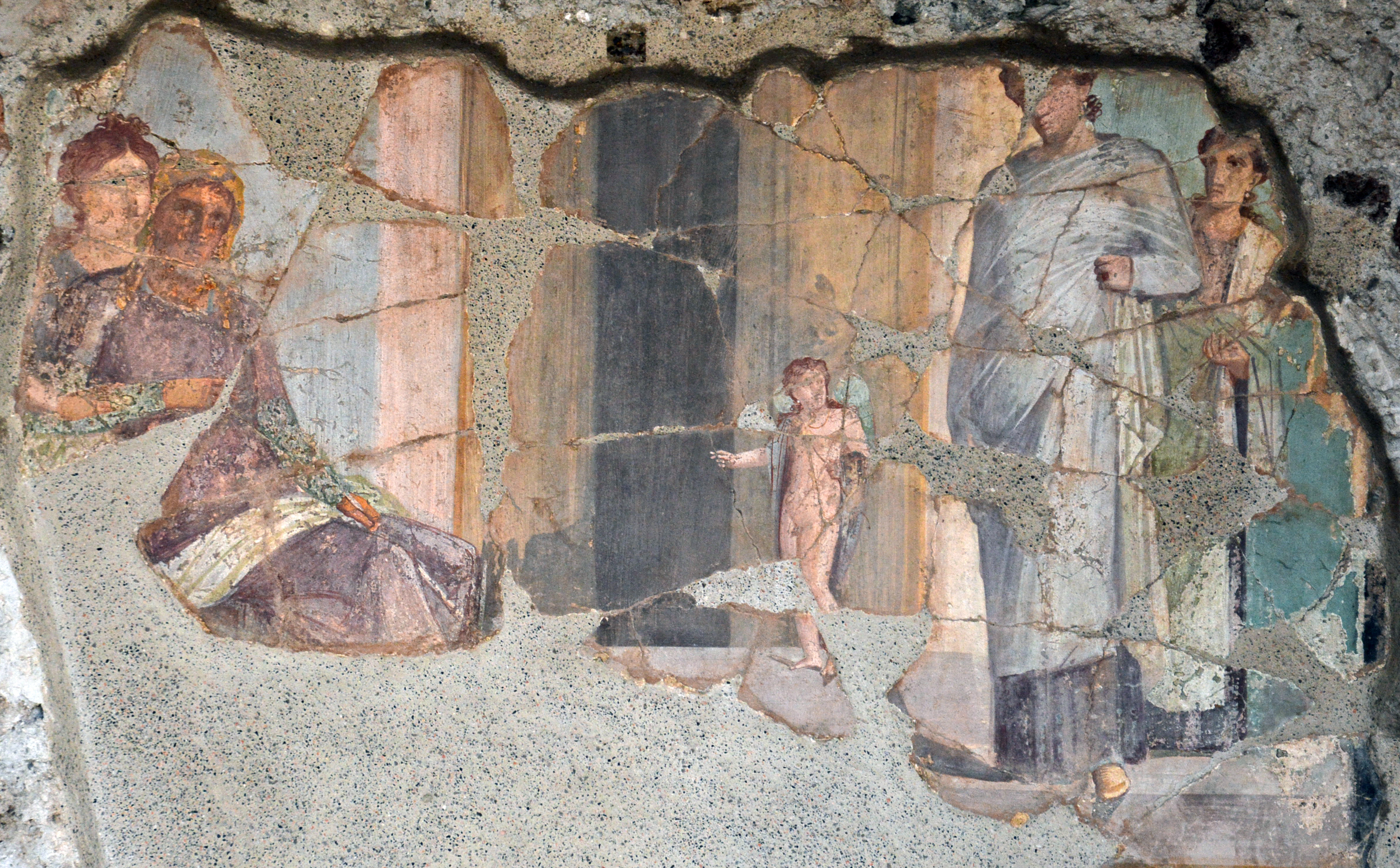
Encuentro de París y Helena, fresco en el tablinum.
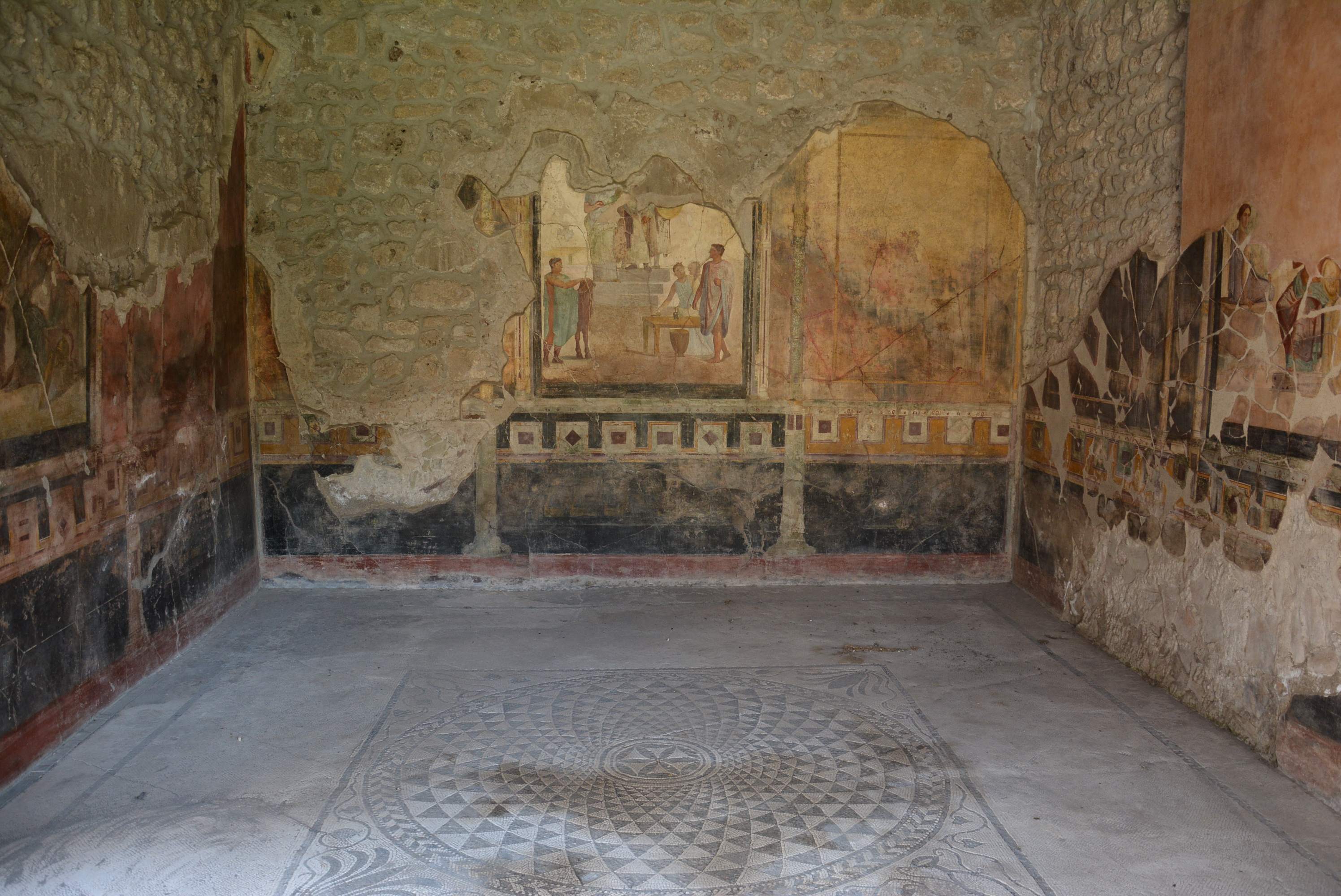
Sala principal
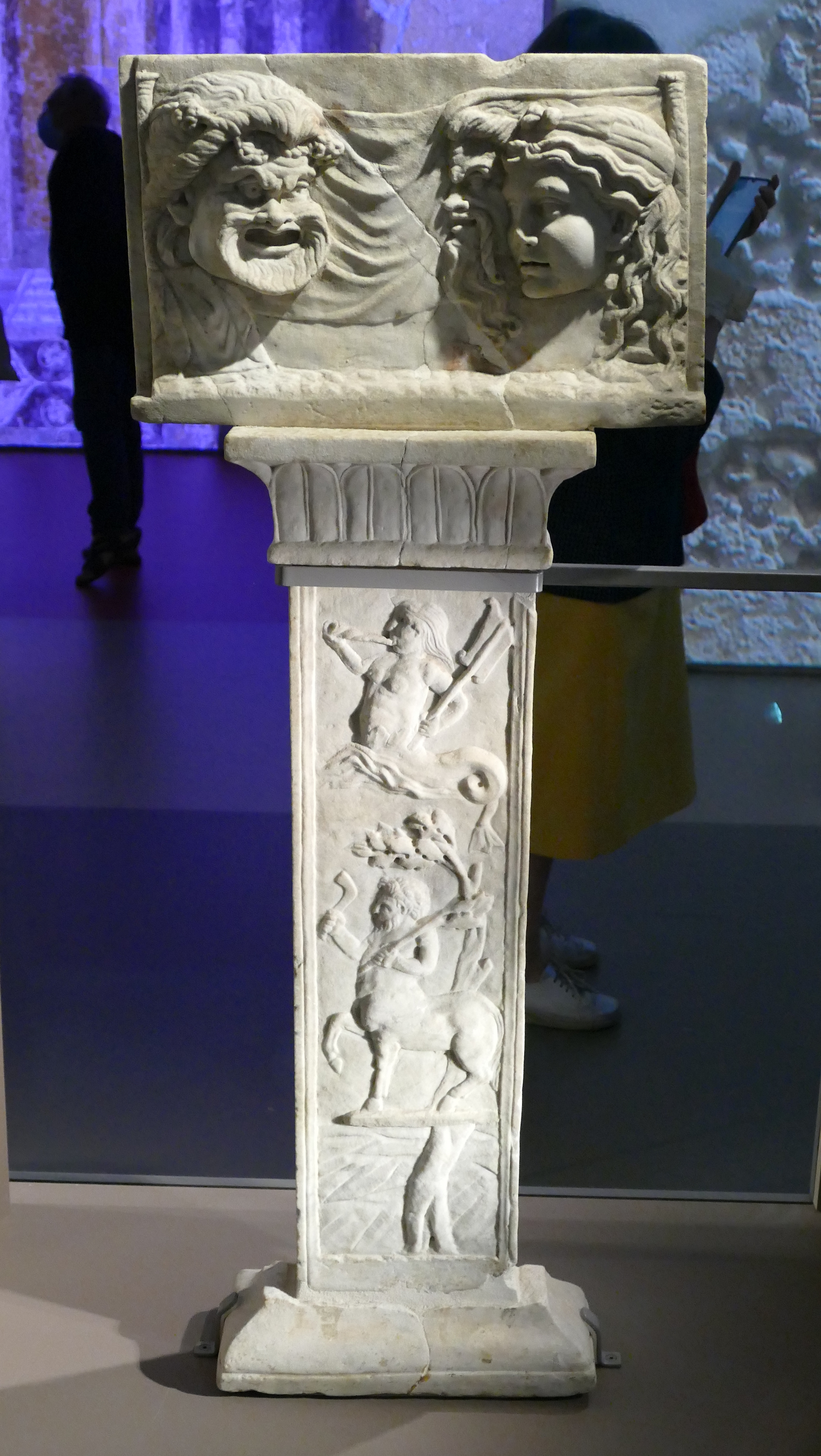
Pilar con máscaras, decoraba el jardín del peristilo de la casa de los cupidos de oro.